# Oolong
Oolong (tradicionalno kitajsko 烏龍, pinjin wūlóng) ali polfermentirani čaj je vmesna stopnja med zelenim in črnim čajem. Pri tem čaju lističe čajevca (kitajske različlice) zvijejo, s čimer otežijo dostop kisika; fermentira se le kratek čas. Lističi tako pridobijo temno zeleno barvo, stopnja fermentacije pa je od 10 do 70 %.

## Nekatere vrste oolong čajev
- Formosa Finest Oolong
- Darjeeling Oolong Namring